# Mächtige Fischernetzspinne
Die Mächtige Fischernetzspinne (Segestria florentina) ist eine Webspinne aus der Familie der Fischernetzspinnen (Segestriidae). In Europa ist sie die größte Art der Familie. Wie bei allen Fischernetzspinnen sind die sechs Augen der Mächtigen Fischernetzspinne in zwei zueinander schauenden spitzen Dreiecken an der Stirn angeordnet.

## Beschreibung
Die Weibchen erreichen eine Körperlänge von bis zu 22 mm, die Männchen bis zu 15 mm. Diese Art ist die dunkelste Art dieser Familie. Während junge Tiere einen gräulichen Hinterleib (Opisthosoma) besitzen, der ein ähnliches Muster wie die nah verwandte Gewöhnliche Fischernetzspinne (Segestria senoculata) aufweist, sind erwachsene Tiere fast einheitlich schwarz. Ein auffälliges und typisches Merkmal der Mächtigen Fischernetzspinne ist der metallisch grünliche Schimmer der großen Cheliceren. Diese Farbe ist eine Strukturfarbe, die durch ein Gitter von Chitinlamellen erzeugt wird.

## Verbreitung und Lebensraum
Die Ursprüngliche Heimat der Mächtigen Fischernetzspinne ist der Mittelmeerraum, sie kommt nach Osten durch die Türkei bis zur Krim und zum Kaukasus vor. In ihrem Ursprungsgebiet besiedelt sie Felsspalten und Baumstämme, z. B. von Platanen, wo sie unter loser Baumrinde lebt, besonders häufig aber grob verfugtes Mauerwerk von Gebäuden. Weiter nördlich lebt sie ausschließlich synanthrop an Mauern und Bauwerken. Aufgrund ihrer Körpergröße benötigt sie große und tiefe Mauerspalten, wie sie vor allem bei Burgen, Kirchen und unverfugten Bruchsteinmauern auftreten. Die Art ist, vor allem im Norden ihres Verbreitungsgebiets, an das Seeklima gebunden. Sie besiedelt die Iberische Halbinsel und den Westen Frankreichs von der Normandie an südwärts. Nach Osten hin ist sie zunehmend an meeresnahe Gebiete gebunden. Die Ostgrenze der Verbreitung verläuft durch die Provinz Zeeland in den Niederlanden. Diese Grenze scheint vor allem durch die niedrigen Wintertemperaturen abseits des Golfstroms bedingt zu sein. In England war sie bis in die 1980er Jahre an einige Hafenstädte an der Südküste gebunden, zeigt aber seit einigen Jahren eine deutliche Ausbreitungstendenz nach Norden hin. Funde liegen inzwischen nördlich bis Gloucestershire und Essex vor. Aus Deutschland wurde die Spinne erst fünfmal gemeldet. Die Art erreicht die Schweiz im Süden (Tessin) und fehlt in Österreich.

## Lebensweise
Die Mächtige Fischernetzspinne baut in den Mauerspalten und Ritzen ein für die Familie typisches röhrenförmiges Netz, das sich nach außen trichterförmig öffnet. Von dieser Trichteröffnung gehen nach außen lange Signalfäden aus. Nachts warten die Spinnen in der Nähe der Trichteröffnung. Berührt ein Beutetier die Signalfäden, so kann es durch die Spinne schnell lokalisiert und gebissen werden. Anschließend wird die Beute in das Röhrennetz gezogen.

## Bisse
Bisse der Mächtigen Fischernetzspinne sind schmerzhaft. Es wird über einen Fall berichtet, bei dem neben starken Schmerzen und einer Schwellung der Bissstelle auch Fieber, Schwindel und Kopfschmerzen die Folge waren. Häufig klingen die Schmerzen nach wenigen Stunden ab. Das Gift enthält ein Neurotoxin, das spezifisch einen Typ von Calciumkanälen (den vor allem in Neuronen verbreiteten Typ N) der Zellmembran hemmt.